# Boulaye Dia
Pour les articles homonymes, voir Dia.
Boulaye Dia, né le 16 novembre 1996 à Oyonnax en France, est un footballeur international sénégalais qui évolue au poste d'attaquant au SS Lazio, en prêt de l'US Salernitana.

## Biographie

### Enfance et formation
Boulaye Dia est le sixième d'une fratrie de sept enfants, natif du quartier de la Forge dit La ZUP à Oyonnax.
Il commence  très tôt le football dans sa ville natale et dès l'âge de 12 ans, il est repéré par l'AS Saint-Étienne. Il partait en route pour un essai accompagné de son père mais la voiture de ce dernier tombe alors en panne sur le chemin, les obligeant à faire demi-tour.
De 13 à 15 ans, Dia est convoqué afin de passer des entraînements tous les premiers mercredis du mois à l'Olympique lyonnais. Des moins de 15 ans aux moins de 17 ans, il évolue avec le club de Jura Sud Foot. Pascal Moulin, son entraîneur de l'époque, dit que Dia apparaît comme un joueur ayant « Un gros potentiel technique et athlétique, largement au dessus de la moyenne. »
Après cette expérience à Jura Sud Foot, il est contraint de rentrer chez lui à Oyonnax car son père a des problèmes de santé. Il arrête le football et commence à travailler. Il obtient par la suite un ELEEC, un baccalauréat professionnel notamment spécialisé dans l'électrotechnique, et, pour apporter un maximum d'argent à la famille, enchaîne les boulots dont électricien à la maintenance.

### Carrière

#### Débuts en amateur au Jura Sud Foot (2017-2018)
En 2017, il part faire un essai au Pays de Galles mais il s'y blesse. Il revient au Jura Sud Foot et y signe un contrat amateur, rapidement requalifié en un contrat fédéral de 3 ans avec le club. Son ascension est alors fulgurante : auteur de 15 buts en 21 matchs avec son club lors de la saison 2017-2018, il est repéré par le Stade de Reims, évoluant en Ligue 1.

#### Stade de Reims (2018-2021)
Le 26 juin 2018, Dia signe son premier contrat professionnel d'une durée de trois ans avec le Stade de Reims.
Dans un premier temps, Dia évolue avec la réserve en National 2 et marque 3 buts en 6 matchs. Il joue son premier match en Ligue 1 le 20 octobre 2018, contre le SCO d'Angers (1-1). Il inscrit son premier but dans ce championnat le 24 novembre, lors de la réception de l'En avant Guingamp (victoire 2-1). Il marque son deuxième but pour le club le 22 janvier 2019 contre Toulouse à la 100e minute en Coupe de France. En avril 2019, il prolonge son contrat jusqu'en 2022. Au total de cette saison 2018-2019, il marque 4 buts et délivre 1 passe décisive.
Lors de la saison 2019-2020, dès la 1re journée de Ligue 1, Dia marque un but et offre une passe décisive contre l'Olympique de Marseille (victoire 2-0 de Reims). Il marque aussi sur une reprise acrobatique lors de la 7e journée face au PSG pour sceller la victoire 2-0 de son club.
Dia réussit une première partie de saison 2020-2021 remarquée où il marque 10 buts et se classe parmi les meilleurs canonniers du championnat. Le natif d'Oyonnax se démarque notamment le 26 octobre 2020, date à laquelle il inscrit un triplé contre Montpellier, une performance qui n'avait plus été réalisée depuis celle de Santiago Santamaria en 1978. Malgré une baisse d'efficacité lors de la phase retour, l'attaquant conclut l'exercice avec 14 buts en Ligue 1 et un total de 16 buts toutes compétitions confondues.
En parallèle de son éclosion, Dia est convoqué en équipe du Sénégal par Aliou Cissé en octobre 2020. Détenteur de la nationalité française et sénégalaise, il justifie son choix : « Parce que c’est le pays de mes parents, c’est là qu’ils sont nés. C’est aussi mon pays. Porter le maillot du Sénégal est une fierté pour toute ma famille. C’était très émouvant d’enfiler le maillot pour la première fois. Cela a rendu tout le monde heureux. » Le 9 octobre suivant, il honore sa première sélection en remplaçant Famara Diédhiou contre le Maroc en amical.
Après trois saisons à Reims, Dia quitte le club à l'été 2021. Au moment de son départ, il est le meilleur buteur rémois de Ligue 1 au XXIe siècle, ayant inscrit 24 buts en 78 rencontres.

#### Villarreal CF (2021-2023)
Le 13 juillet 2021, Dia signe au club espagnol du Villarreal CF pour cinq ans, rejoignant le champion en titre de la Ligue Europa. Bien que tenu secret, le montant du transfert est estimé à 12 millions d'euros.
Dia marque un but dès sa première apparition lors d'un match amical contre l'Olympique lyonnais, neuf jours après sa signature.
Le 3 mai 2022, alors que son équipe a 2 buts de retard à rattraper, il ouvre le score face à Liverpool en demi-finale retour de Ligue des Champions dès la 3ème minute de jeu et permet à son équipe d’esperer une improbable remontada ( Villarreal menera 2-0 à la mi-temps avant de se faire rejoindre en 2nde et de finalement perdre le match sur le score de 3-2 )

### En sélection nationale
Boulaye Dia dispute sa première compétition internationale lors de la Coupe d'Afrique des nations 2021 qu'il remporte. Le 11 novembre 2022, il est sélectionné par Aliou Cissé pour participer à la Coupe du monde 2022. Il y marque contre le Qatar lors de la deuxième rencontre de poule.
Le 29 décembre 2023, il est retenu dans la liste des vingt-sept joueurs sénégalais sélectionnés par Aliou Cissé pour disputer la Coupe d'Afrique des nations 2023. Une blessure le contraint cependant au forfait et il est remplacé dans le groupe sénégalais par Bamba Dieng,.

## Statistiques
| Saison                | Club                  | Championnat           | Championnat | Championnat | Championnat | Coupe nationale | Coupe nationale | Coupe nationale | Coupe de la Ligue | Coupe de la Ligue | Coupe de la Ligue | Compétition(s) continentale(s) | Compétition(s) continentale(s) | Compétition(s) continentale(s) | Compétition(s) continentale(s) | Supercoupe UEFA | Supercoupe UEFA | Supercoupe UEFA | Total | Total | Total |
| Saison                | Club                  | Division              | M.          | B.          | P.d.        | M.              | B.              | P.d.            | M.                | B.                | P.d.              | Comp.                          | M.                             | B.                             | P.d.                           | M.              | B.              | P.d.            | M.    | B.    | P.d.  |
| 2017-2018             | Jura Sud Foot         | National 2            | 21          | 15          | 0           | -               | -               | -               | -                 | -                 | -                 | -                              | -                              | -                              | -                              | -               | -               | -               | 21    | 15    | 0     |
| 2018-2019             | Stade de Reims rés.   | National 2            | 6           | 3           | -           | -               | -               | -               | -                 | -                 | -                 | -                              | -                              | -                              | -                              | -               | -               | -               | 6     | 3     | 0     |
| 2018-2019             | Stade de Reims        | Ligue 1               | 18          | 3           | 1           | 2               | 1               | 0               | 1                 | 0                 | 0                 | -                              | -                              | -                              | -                              | -               | -               | -               | 21    | 4     | 1     |
| 2019-2020             | Stade de Reims        | Ligue 1               | 24          | 7           | 1           | 1               | 1               | 0               | 3                 | 0                 | 0                 | -                              | -                              | -                              | -                              | -               | -               | -               | 28    | 8     | 1     |
| 2020-2021             | Stade de Reims        | Ligue 1               | 36          | 14          | 1           | 1               | 2               | 0               | -                 | -                 | -                 | C3                             | 2                              | 0                              | 0                              | -               | -               | -               | 39    | 16    | 1     |
| Sous-total            | Sous-total            | Sous-total            | 78          | 24          | 3           | 4               | 4               | 0               | 4                 | 0                 | 0                 | -                              | 2                              | 0                              | 0                              | -               | -               | -               | 88    | 28    | 3     |
| 2021-2022             | Villarreal CF         | Liga                  | 25          | 5           | 4           | 1               | 1               | 0               | -                 | -                 | -                 | C1                             | 8                              | 1                              | 0                              | 1               | 0               | 1               | 35    | 7     | 5     |
| 2022-2023             | US Salernitana (prêt) | Serie A               | 33          | 16          | 6           | -               | -               | -               | -                 | -                 | -                 | -                              | -                              | -                              | -                              | -               | -               | -               | 33    | 16    | 6     |
| 2023-2024             | US Salernitana        | Serie A               | 17          | 4           | 0           | -               | -               | -               | -                 | -                 | -                 | -                              | -                              | -                              | -                              | -               | -               | -               | 17    | 4     | 0     |
| Sous-total            | Sous-total            | Sous-total            | 50          | 20          | 6           | -               | -               | -               | -                 | -                 | -                 | -                              | -                              | -                              | -                              | -               | -               | -               | 50    | 20    | 6     |
| 2024-2025             | SS Lazio              | Serie A               | 35          | 9           | 3           | 1               | 0               | 0               | -                 | -                 | -                 | C3                             | 12                             | 3                              | 0                              | -               | -               | -               | 48    | 12    | 3     |
| Total sur la carrière | Total sur la carrière | Total sur la carrière | 223         | 76          | 16          | 6               | 5               | 0               | 4                 | 0                 | 0                 | -                              | 22                             | 3                              | 0                              | 1               | 0               | 1               | 256   | 84    | 17    |

## Palmarès

### En club
- Villarreal CF :
  - Finaliste de la Supercoupe de l'UEFA en 2021.

### En sélection nationale
- équipe du Sénégal :
  - Vainqueur de la Coupe d'Afrique des nations en 2021.